# Phi (chữ cái)
Phi (viết hoa Φ, viết thường φ, ký hiệu toán học ϕ là chữ cái thứ 21 trong bảng chữ cái Hy Lạp. Nó cũng giống ký tự Ф (ph hay f) trong bảng chữ cái tiếng Nga.

## Sử dụng
Trong kỹ thuật thiết kế và xây dựng, nó thường được dùng để biểu thị đường kính của hình tròn là mặt cắt của 1 vật có dạng cầu hay trụ (ví dụ như đường kính ống nước).
Trong vật lý, nó thường được dùng để chỉ pha ban đầu của 1 vật dao động điều hòa, hay từ thông qua 1 đơn vị diện tích.
Ngoài ra còn được thấy trong các môn điện học có cos  